# Vacaria
Vacaria egy község (município) Brazíliában, Rio Grande do Sul állam északi határán, a Gaúcho-hegység (Serra Gaúcha) Campos de Cima da Serra vidékén. 2021-ben becsült népessége 66 916 fő volt. Hegyvidéki környezetének, tengerszint feletti magasságának köszönhetően éghajlata részben mérsékelt övi; jelentős gyümölcstermesztő.

## Története
A térség őslakói guarani és kaingang indiánok voltak. A spanyol jezsuita misszionárusok 1700 körül kezdtek szarvasmarhát tenyészteni a gyéren lakott területen, hogy ellássák az ún. Sete Povos das Missões redukcióit. A vacaria jelentése „tehenészet”, és a hely korai spanyol neve Baquería de los Pinales (Fenyőfák tehenészete) volt. Ez volt az utolsó farm, amelyet a spanyolok az Uruguay folyó bal partján alapítottak. 1727–1729-ben kereskedelmi utat nyitottak, amely összekötötte a Campos de Cima da Serra régiót (dél-brazil szubtrópusi füves fennsík, ahol Vacaria is elhelyezkedik) Lages, Curitiba és São Paulo térségével. Hamarosan portugálok kezdtek behatolni a területre, elűzték a misszionárusokat és a guaranikat, elhajtották a marhákat, és földműves települést hoztak létre. A kaingang őslakosok folyamatosan zaklatták a telepeseket és többször össze is csaptak, míg végül a portugálok mészárlást rendeztek közöttük és teljesen kiűzték őket Vacaria földjéről.
A kialakuló településen 1761-ben felépítették a Nossa Senhora da Oliveira de Vacaria kápolnát. 1785-ben Lages és Laguna vidékéről új telepesek érkeztek, ekkor már közel száz gazdaság volt. 1805-ben Santo Antônio da Patrulha kerületévé nyilvánították Vacaria néven. Itt zajlott a Farroupilha-felkelés egyik fontos csatája, amelyben a forradalmár csapatok elfoglalták a várost, majd meghiúsították a császáriak haditervét, akik körül akarták zárni a Viamãoban gyülekező köztársaságiakat. A felkelés után a környék nagy léptekkel fejlődött, Vacaria pedig 1878-ban függetlenedett és önálló községgé alakult.
A föderalista forradalom alatt, 1894-ben Vacaria területén több összecsapás történt, amelyekben a lázadók vereséget szenvedtek. Az 1923-as forradalomban szintén hadműveletek színtere volt. A harcok befejeztével a község ismét a fejlődés szakaszába lépett, gazdasága a fakitermelésre és a mezőgazdaságra összpontosult.

## Leírása
Székhelye Vacaria, további kerületei Bela Vista, Capão da Herança, Coxilha Grande, Estrela, Refugiado. Községközpontja a Campos de Cima da Serra régió legnagyobb városa, és „Rio Grande kapujaként” (Porteira do Rio Grande) is emlegetik. A község éghajlata az alacsonyabb vidékeken szubtrópusi, a magasabbakon mérsékelt; télen gyakori a fagy.
Az úthálózatnak köszönhetően a környező brazil és argentin városokkal való összeköttetései jók, és ez pozitív hatással van a gazdaságra (áruszállítás, szolgáltatások). Az állam legnagyobb, és az ország második legnagyobb almatermelője. Jelentős turizmusa; megtalálhatóak az épített örökségek és a természeti látványosságok, és itt tartják Dél-Brazília legnagyobb hagyományőrző fesztiválját (Criollo-rodeó, Rodeio Crioulo). Itt található a Casa do Povo, Rio Grande do Sul egyetlen épülete, amelyet Oscar Niemeyer tervezett.